# 에스타디오 데 리아소르
에스타디오 데 리아소르(Estadio de Riazor)는 스페인의 축구 경기장이다. 아코루냐에 위치해있으며 지역 축구 클럽 데포르티보 라코루냐의 홈 경기장이다.